# Lahner György

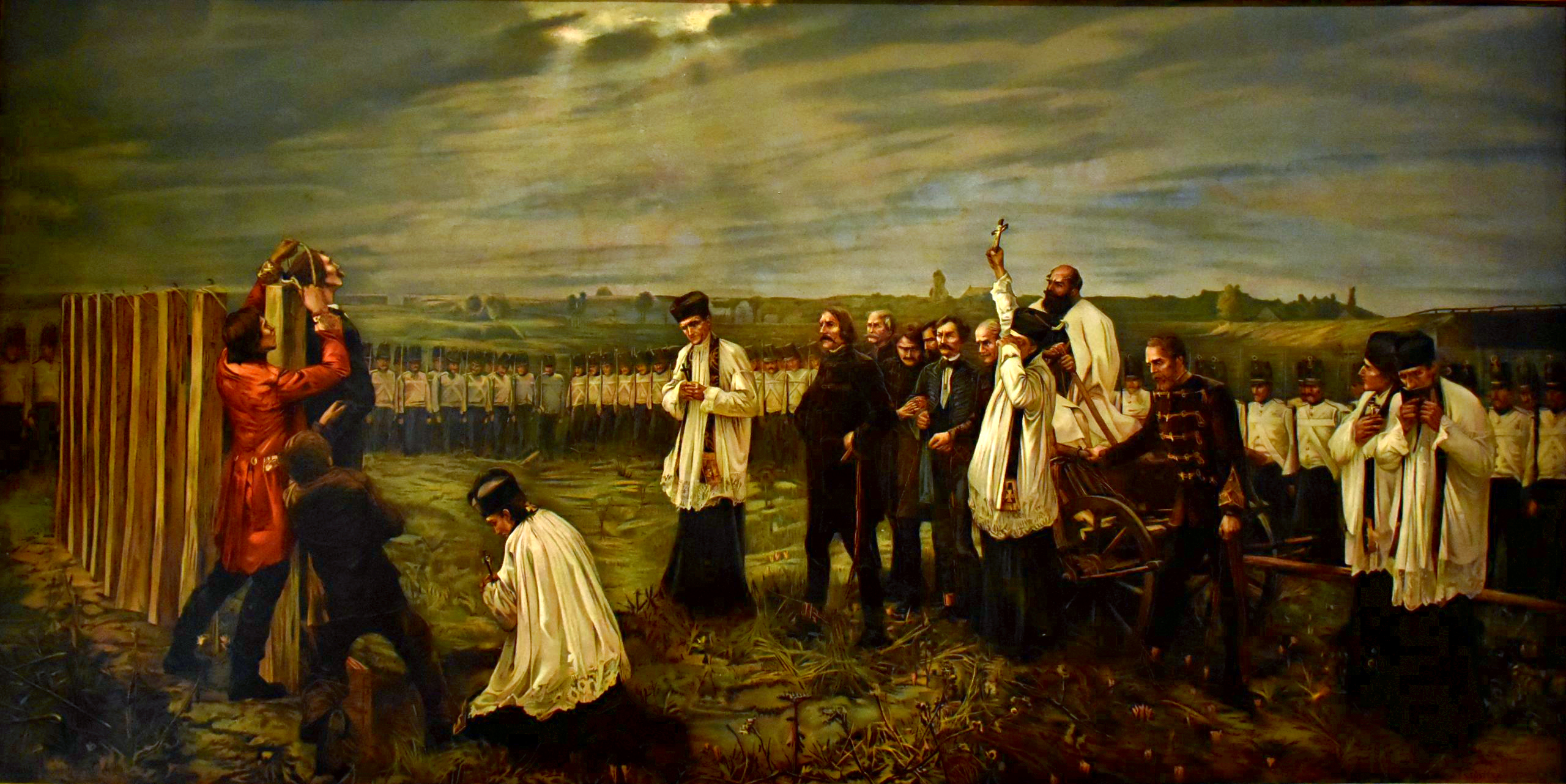
Thorma János: Az aradi vértanúk kivégzése

Lahner György (Láner György, Georg Lahner, Necpál, 1795. október 6. – Arad, 1849. október 6.) honvéd vezérőrnagy, az aradi vértanúk egyike.

## Élete
A felvidéki Turóc vármegyei Necpálon született, német polgári családban. Katonai pályáját a császári hadseregben kezdte: 1816-ban lépett a 33. gyalogezredbe. Felesége az itáliai származású Lucia Conchetti volt, házasságukból egy leánygyermek született.
Katonai szolgálatait 1848 tavaszán ajánlotta fel a magyar forradalmi kormánynak. A magyar nyelvet törve beszélte. A harmadik honvédzászlóalj parancsnokaként 1848 szeptemberéig a déli területeken tevékenykedett. Októberben A Honvédelmi Minisztérium hadfelszerelési és fegyverkezési főfelügyelővé nevezte ki, ezredesi rendfokozatban. Ebben a minőségében a pesti központú magyar fegyvergyártás felfuttatása volt a feladata. Lahner hatalmas szervezőmunkát fejtett ki, ennek következtében a magyar lőfegyvergyártás a többszörösére nőtt. 1848 decemberében azonban a hadsereg Windisch-Grätz támadása miatt kénytelen volt feladni Pestet, ezért a hadiipart keletre kellett telepíteni. Lahner az üzemek leszerelésével és elszállításával, a gépsorok és a szakemberek kimenekítésével biztosította a lehetőséget a harc folytatásához. 1849. február 6-ától tábornokká nevezték ki.
A szűkös lehetőségekhez képest feladatát kiválóan oldotta meg, a megmentett gépekkel és munkásokkal felállíttatta a nagyváradi fegyvergyárat, mely minimális időkieséssel újra termelni kezdett, s lehetővé tette a tavaszi hadjárat offenzívájának elindítását. A nagyváradi vár fegyvergyára a legnagyobb hadiipari központ lett az országban. A fegyvergyárban különböző lőfegyvereket, szuronyokat és kardokat is készítettek. A vár környékén puskaporgyár és ágyúöntöde volt. A vár kazamatáiban pedig fegyvergyutacsokat készítettek. Lahner az ágyúkra Zrínyi utolsó hadtudományi munkájának jelmondattá vált főcímét íratta: „Ne bántsd a magyart!” 1849 májusában a haditanács katonai események miatt döntést hozott a fegyvergyárak Pestre való visszaköltöztetéséről. Lahner ezt is példásan vezényelte le.

### Megtorlás
Kötél általi halálra ítélték, hetedikként (az akasztottak között harmadikként) végezték ki – az 54. születésnapján. A kivégzése előtt elhangzott utolsó mondata: „Krisztus keresztje és a bitófa oly rokon. És az isteni áldozat mellett oly törpe az én áldozatom”. Holttestét Damjanich Jánoséval együtt Csernovics Péter temesi főispán a hóhér lefizetésével szerezte meg, és saját birtokán, Mácsán temettette el, itt nyugodott 1974-ig, amikor az aradi gyásznap 125. évfordulóján az Aradon és környékén nyugvó tizenegy vértanú csontjait áttemették az aradi emlékoszlop tövében létesített kriptába.

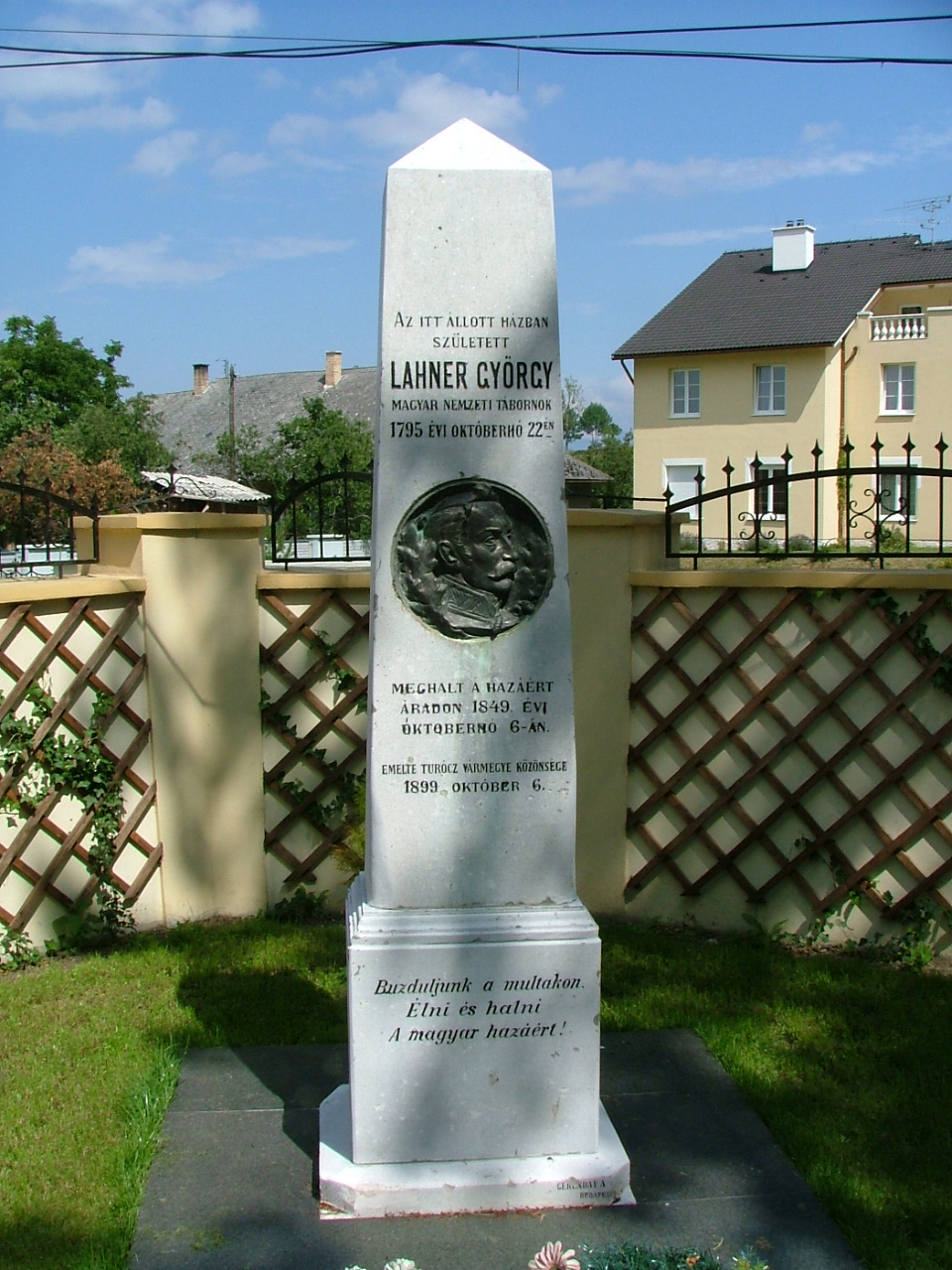
Emlékoszlopa szülőfalujában, Necpálon